# Кріс Пенні (веслувальник)
Кріс Пенні (англ. Chris Penny, 4 травня 1962) — американський академічний веслувальник.
Срібний призер Олімпійських Ігор 1984 року в складі вісімки.